# Austrolimnophila claduroneurodes
Austrolimnophila claduroneurodes är en tvåvingeart som beskrevs av Alexander 1956. Austrolimnophila claduroneurodes ingår i släktet Austrolimnophila och familjen småharkrankar.
Artens utbredningsområde är Uganda. Inga underarter finns listade i Catalogue of Life.